# ICBM pesado

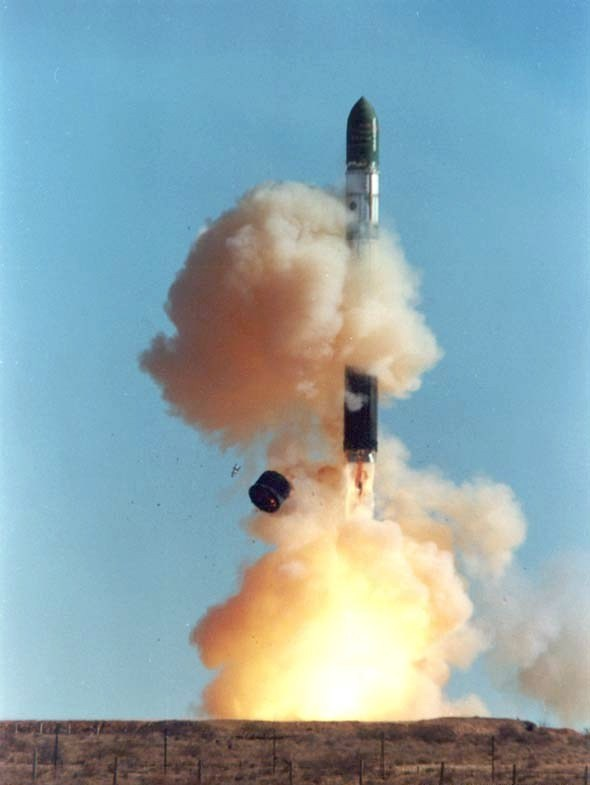
O R-36 Míssil Balístico Intercontinental

ICBM pesado é um termo que foi criado na década de 1970, para descrever uma classe de mísseis balísticos intercontinentais soviéticos e russos. Eles foram caracterizados por terem capacidades de levar cargas altas, de 5 a 9 toneladas métricas, várias vezes a mais que um LGM-30 Minuteman, e com um comprimento de mais de 35 metros, e assim são capazes de fornecer um grande número de ogivas em um único míssil MIRV .
Este termo geralmente refere-se aos mísseis R-36 /"SS-9 Scarp", R-36 M (SS-18) e variantes/"SS-18 Satan", e o RS-28 Sarmat/"SS-X-32".
RS-28 Sarmat é chamado de ICBM "superpesado".

## Capacidades
O SS-9 (R-36) era um míssil lançado por silo capazes de transportar ogivas de 5-18 megatons, com um alcance de até de 15.500 km. Estes foram então substituídos pelos similares SS-18 (R-36M), com cargas de 18 a 25 megatons. Os silos utilizados para o lançamento, foram os mesmos para ambos, uma vez modificados.